# Герман Бауер
Герман Бауер (нім. Hermann Bauer; 22 липня 1875, Кенігсберг — 11 лютого 1958, Ессен) — німецький військово-морський діяч, адмірал запасу (30 листопада 1928).

## Біографія
9 квітня 1892 року вступив у кайзерліхмаріне. Учасник Першої світової війни, до 4 червня 1917 року — командувач підводними човнами. З 24 липня 1917 року — командир великого лінкора «Вестфалія», з 5 серпня 1918 року — «Імператор», незадовго до кінця війни одночасно командував великими лінкорами «Ольденбург» і «Нассау». Після демобілізації армії залишений в рейхсмаріне. 30 листопада 1928 року вийшов у відставку. 25 липня 1939 року переданий в розпорядження крігсмаріне, проте не отримав призначення.
На похороні Бауера виголосив промову Карл Деніц.

## Нагороди
- Столітня медаль (22 березня 1897)
- Орден Святої Анни 3-го класу (Російська імперія)
- Орден Червоного орла 4-го класу (5 вересня 1909)
- Орден Вюртемберзької корони
  - лицарський хрест (12 квітня 1913)
  - почесний хрест з мечами
- Залізний хрест 2-го і 1-го класу
- Ганзейський Хрест (Гамбург і Любек)
- Військовий Хрест Фрідріха-Августа (Ольденбург) 2-го і 1-го класу
- Хрест «За військові заслуги» (Мекленбург-Шверін) 2-го класу
- Хрест «За військові заслуги» (Австро-Угорщина) 3-го класу з військовою відзнакою
- Королівський орден дому Гогенцоллернів, лицарський хрест з мечами (10 червня 1916)
- Орден Хреста Свободи 1-го класу з мечами (Фінляндія; 19 травня 1918)
- Орден Корони (Пруссія) 2-го класу з мечами (31 травня 1918)
- Морський нагрудний знак «За поранення» в чорному
- Хрест «За вислугу років» (Пруссія) (5 років)
- Почесний хрест ветерана війни з мечами